# Rio do Norte
Rio do Norte (em sueco: Nordre älv) é um braço do rio Gota, com 16 km de extensão, que circunda a ilha de Hisingen, antes de chegar ao seu estuário junto ao estreito do Categate no Mar do Norte. Separa-se do rio principal na pequena cidade de Kungälv, onde é atravessado por uma ponte, e corre entre a ilha de Hisingen e a terra firme até chegar ao Categate. Devido à sua pouca profundidade – 2 metros na foz, este curso de água apenas é navegado por pequenas embarcações.